# نقاشی تمثیلی
نقاشی تمثیلی یک ایدهٔ انتزاعی در هنرهای تجسمی است که در آن انسان‌ها (در گذشته و حال)، گاهی حیوانات و یا ترکیبی از موجودات اسطوره‌ای، تجسم‌بخشی می‌شوند.

## نگارخانه

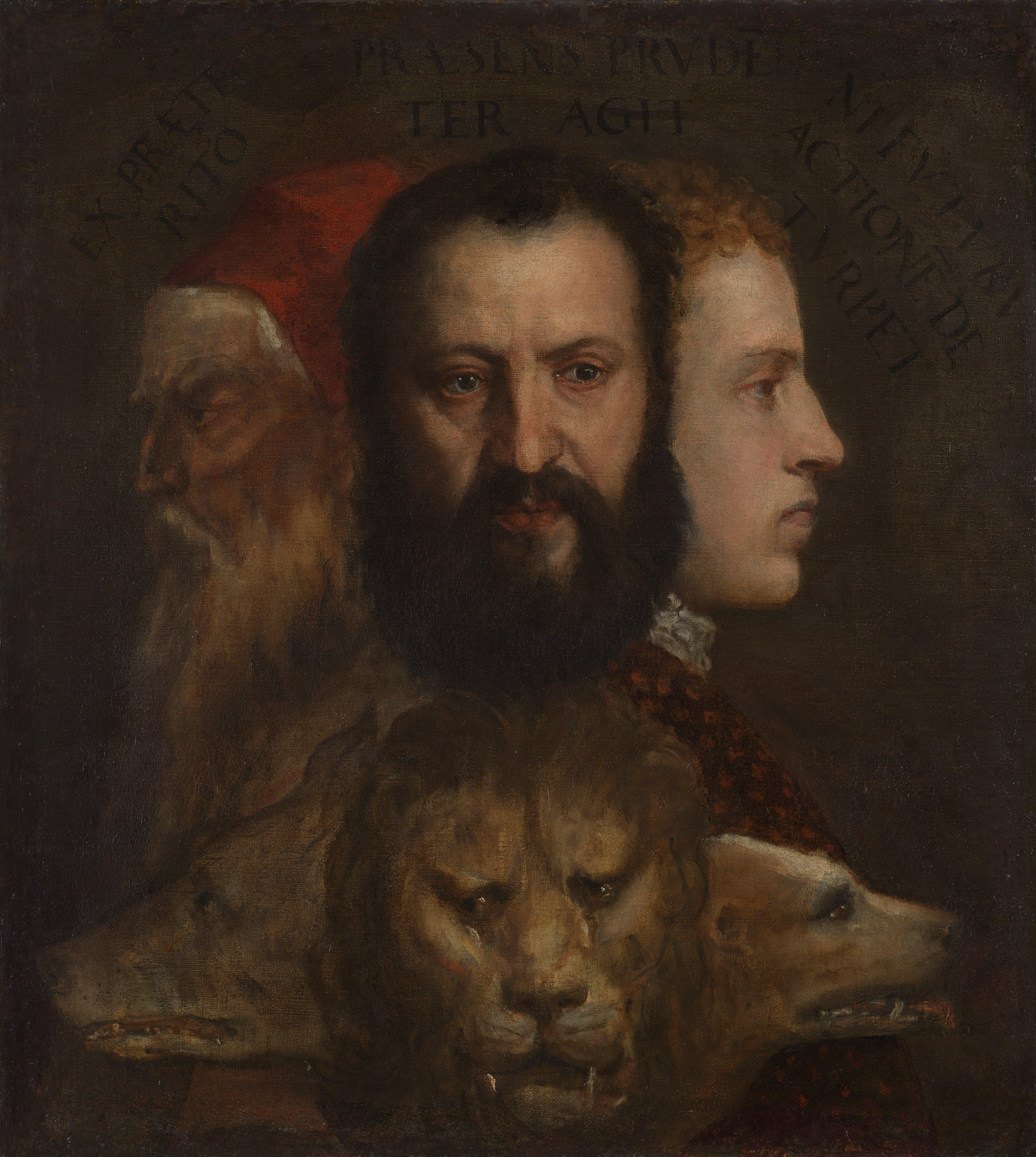
تمثیل احتیاط حدوداً بین ۱۵۵۰ و ۱۵۶۵ م. اثر تیسین نگارخانه ملی لندن
آزادی هدایتگر مردم ۱۸۳۰ م. اثر اوژن دولاکروا موزه لوور
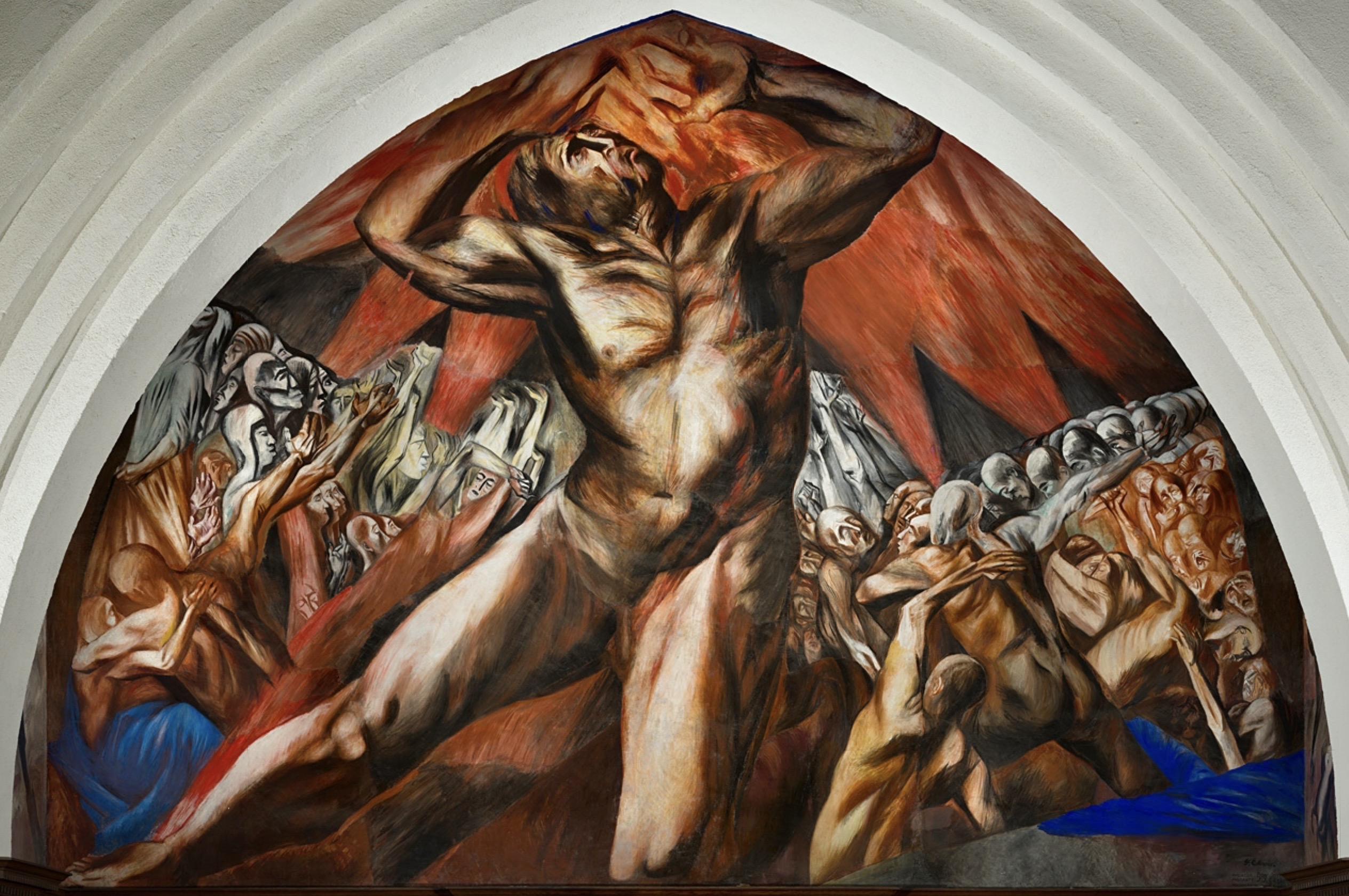
پرومتئوس ۱۹۳۰ م. اثر خوزه کلمنته اوروزکو فرسکو در تالار غذاخوری فراری در کالج کلرمونت
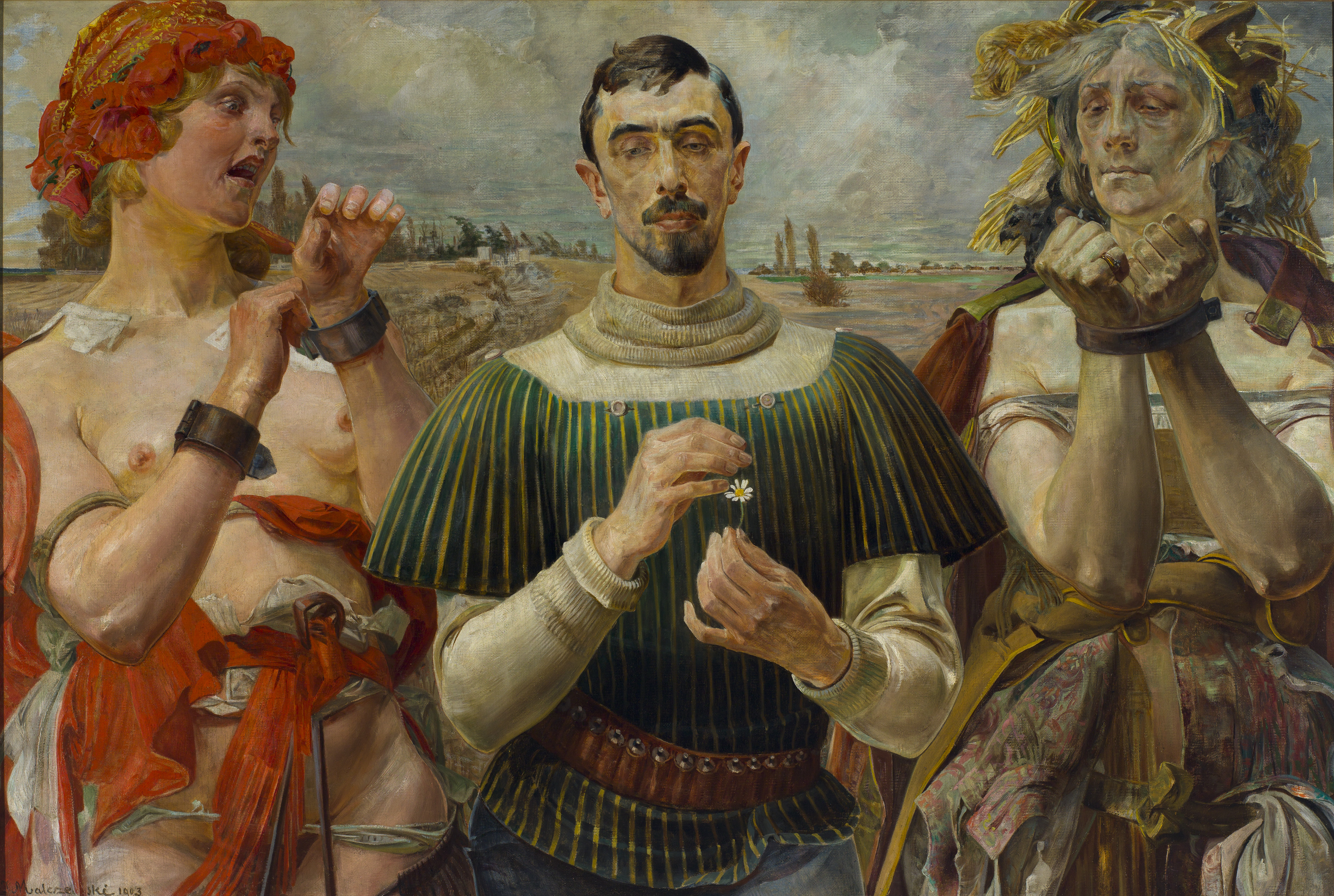
هملت لهستانی. پرتره الکساندر ویلوپولسکی ۱۹۰۳ م. اثر یاتسک مالچفسکی موزه ملی ورشو
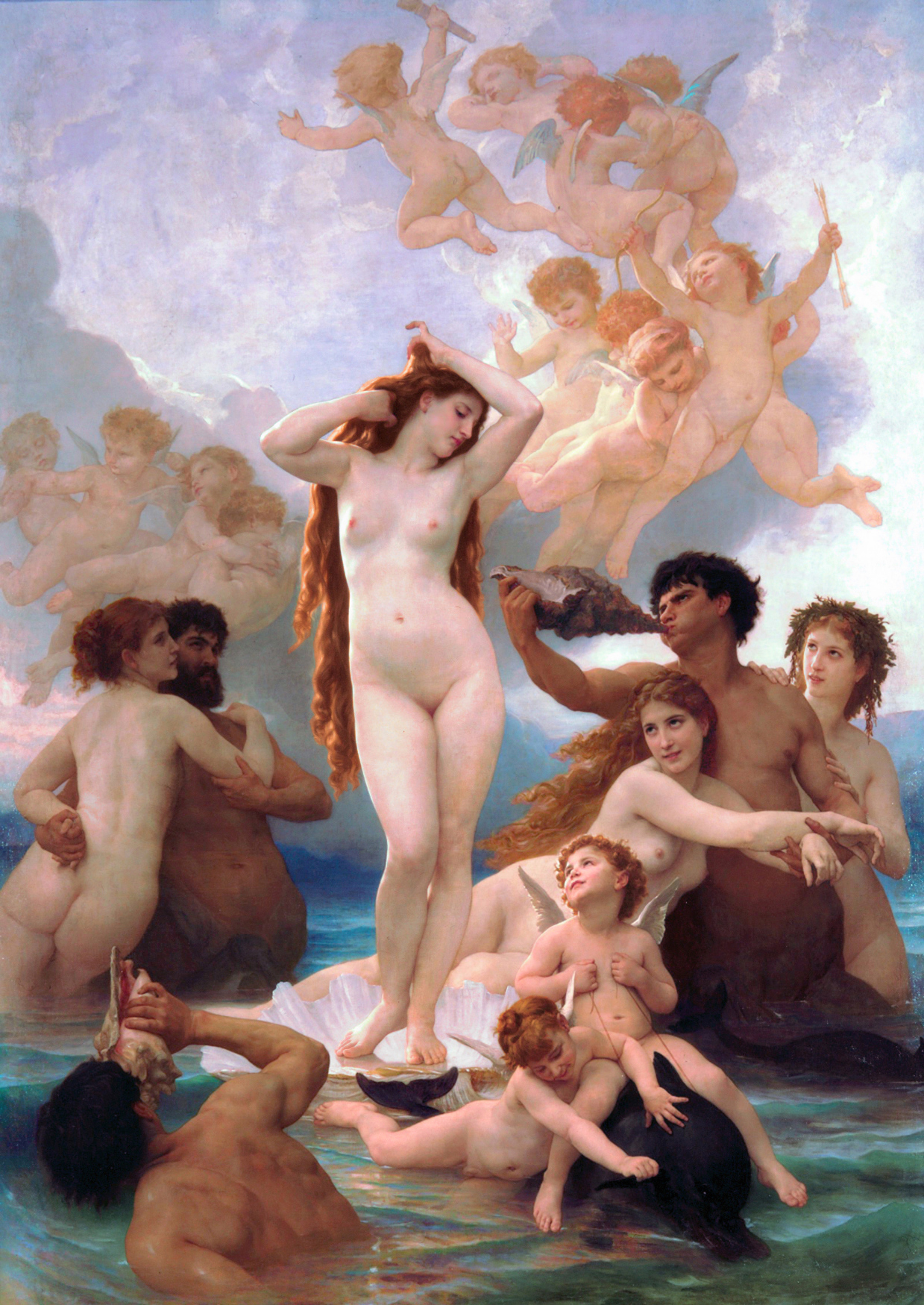
زایش ونوس
۱۸۷۹ م.
اثر ویلیام-آدولف بوگرو
موزه اورسی